# Olympique Gymnaste Club de Nice 1972-1973
Questa voce raccoglie le informazioni riguardanti l'Olympique Gymnaste Club de Nice nelle competizioni ufficiali della stagione 1972-1973.

## Stagione
Immediatamente eliminato dal Bastia in Coppa di Francia, in campionato il Nizza dominò il girone di andata guadagnando nell'arco di poco tempo dei cospicui distacchi nei confronti delle inseguitrici, ma in seguito a quattro pareggi consecutivi giunse al giro di boa con un solo punto di vantaggio sul Nantes. 
Nella prima parte del girone di ritorno il Nizza lottò per il primo posto contro i Canaris, finché una serie di pareggi e sconfitte consecutive lasciò il via libera agli avversari, senza tuttavia perdere del tutto il contatto con la lotta al vertice. Un tentativo di avvicinamento alla vetta nelle ultime partite portò i nizzardi al secondo posto finale, utile per l'accesso in Coppa UEFA.

## Maglie e sponsor
Lo sponsor tecnico per la stagione 1972-1973 è Le Coq Sportif.
| Manica sinistra · Manica sinistra · Maglietta · Maglietta · Manica destra · Manica destra · Pantaloncini · Calzettoni |

## Organigramma societario
Area direttiva
- Presidente: Roger Loeuillet

Area organizzativa
- Segretario generale: René Matteudi

Area tecnica
- Allenatore: Jean Snella
- Allenatore in seconda: Léon Rossi

## Rosa
| N. |                    | Ruolo | Calciatore          |
| -- | ------------------ | ----- | ------------------- |
|    | Francia (bandiera) | P     | Dominique Baratelli |
|    | Uruguay (bandiera) | D     | Juan Pedro Ascery   |
|    | Francia (bandiera) | D     | Francis Camerini    |
|    | Francia (bandiera) | D     | Claude Chazottes    |
|    | Francia (bandiera) | D     | André Chorda        |
|    | Francia (bandiera) | D     | Jean-François Douis |
|    | Francia (bandiera) | D     | Francis Isnard      |
|    | Francia (bandiera) | D     | Claude Quittet      |
|    | Francia (bandiera) | D     | Christian Vandini   |
|    | Francia (bandiera) | C     | Bernard Castellani  |

| N. |                        | Ruolo | Calciatore              |
| -- | ---------------------- | ----- | ----------------------- |
|    | Svezia (bandiera)      | C     | Leif Eriksson           |
|    | Francia (bandiera)     | C     | Jean-Noël Huck          |
|    | Francia (bandiera)     | C     | Roger Jouve             |
|    | Argentina (bandiera)   | C     | Dougall José Montagnoli |
|    | Francia (bandiera)     | A     | René Fioroni            |
|    | Francia (bandiera)     | A     | Charly Loubet           |
|    | Francia (bandiera)     | A     | Hervé Revelli           |
|    | Francia (bandiera)     | A     | Daniel Sanchez          |
|    | Paesi Bassi (bandiera) | A     | Dick van Dijk           |

## Risultati

### Division 1

#### Girone di andata
| Arbitro: | Mouchotte |

|                                  |           |              |
| Revelli 23’, 50’ Loubet 58’, 65’ | Marcatori | 9’ Lechantre |

| Arbitro: | Lefebvre |

|                              |           |                                   |
| Onnis 80’ (rig.) Richard 84’ | Marcatori | 11’ Huck 53’ Revelli 54’ Eriksson |

| Arbitro: | Uhlen |

|                                        |           |                                             |
| Revelli 6’, 50’ van Dijk 37’, 44’, 83’ | Marcatori | 70’ Verdonk 85’ (rig.) M'Pelé 89’ Kervarrec |

| Arbitro: | Debroas |

|              |           |             |
| Pintenat 52’ | Marcatori | 83’ Quittet |

| Arbitro: | Mouton |

|                                                                |           |  |
| van Dijk 28’, 35’ (rig.) Revelli 43’, 73’ Isnard 48’ Jouve 85’ | Marcatori |  |

| Arbitro: | Bancourt |

|  |           |           |
|  | Marcatori | 42’ Douis |

| Arbitro: | Besory |

|                       |           |                                       |
| Douis 5’ van Dijk 17’ | Marcatori | 30’ (rig.) Lemée 41’, 71’, 90’ Edwige |

| Arbitro: | Wurtz |

|  |           |              |
|  | Marcatori | 25’ van Dijk |

| Arbitro: | Frère |

|                              |           |  |
| Revelli 1’ van Dijk 43’, 71’ | Marcatori |  |

| Arbitro: | Debroas |

|                                     |           |  |
| van Dijk 47’ Revelli 52’ Loubet 70’ | Marcatori |  |

| Arbitro: | Machin |

|  |           |                     |
|  | Marcatori | 35’ (rig.) van Dijk |

| Arbitro: | Uhlen |

|                             |           |                        |
| Loubet 21’, 34’ Revelli 65’ | Marcatori | 62’ Bras 86’ Djorkaeff |

| Arbitro: | Meeus |

|  |           |                                            |
|  | Marcatori | 15’, 30’, 56’ van Dijk 39’, 57’ Castellani |

| Arbitro: | Wurtz |

|                         |           |                   |
| Loubet 13’ van Dijk 85’ | Marcatori | 23’, 44’ Di Nallo |

| Arbitro: | Debroas |

|                                   |           |  |
| Castronovo 44’ Kuszowski 47’, 54’ | Marcatori |  |

| Arbitro: | Wurtz |

|          |           |  |
| Huck 16’ | Marcatori |  |

| Arbitro: | Frauciel |

|           |           |  |
| Keita 52’ | Marcatori |  |

| Arbitro: | Frauciel |

|          |           |                   |
| Huck 46’ | Marcatori | 44’ Franceschetti |

| Arbitro: | Coquerille |

|                |           |              |
| Yegba Maya 72’ | Marcatori | 48’ Eriksson |

#### Girone di ritorno
| Arbitro: | Martin |

|                   |           |                        |
| van Dijk 22’, 39’ | Marcatori | 12’ Laraignée 62’ Lech |

| Arbitro: | Uhlen |

|  |           |                       |
|  | Marcatori | 33’, 38’, 42’ Revelli |

| Arbitro: | Mouton |

|              |           |             |
| van Dijk 81’ | Marcatori | 14’ Ducuing |

| Arbitro: | Frauciel |

|            |           |  |
| Combin 48’ | Marcatori |  |

| Arbitro: | Verbecke |

|               |           |              |
| Synaeghel 60’ | Marcatori | 68’ van Dijk |

| Angers 24 febbraio 1973 25ª giornata | Angers | 0 – 0 referto | Nizza | Stadio Jean Bouin (5.555 spett.)\| Arbitro: \| Wurtz \| |
| Arbitro:                             | Wurtz  |               |       |                                                         |

| Arbitro: | Mouchotte |

|  |           |             |
|  | Marcatori | 63’ Gallice |

| Arbitro: | Bancourt |

|  |           |         |
|  | Marcatori | 3’ Huck |

| Arbitro: | Machin |

|                                |           |                                 |
| Couécou 18’ Vandini 44’ (aut.) | Marcatori | 19’ Revelli 83’ (rig.) Eriksson |

| Arbitro: | Meeus |

|                                 |           |  |
| Revelli 25’ Eriksson 59’ (rig.) | Marcatori |  |

| Arbitro: | Wurtz |

|                |           |  |
| Floch 25’, 82’ | Marcatori |  |

| Arbitro: | Frère |

|                                                 |           |                         |
| Eriksson 30’ (rig.), 39’ Revelli 55’ Chorda 73’ | Marcatori | 10’ Caron 12’ Dellamore |

| Arbitro: | Bancourt |

|             |           |                  |
| Lacombe 14’ | Marcatori | 20’, 59’ Revelli |

| Arbitro: | Bacou |

|          |           |  |
| Huck 26’ | Marcatori |  |

| Arbitro: | Meeus |

|                           |           |  |
| Félix 22’ Lenoir 27’, 46’ | Marcatori |  |

| Arbitro: | Martin |

|                  |           |  |
| Revelli 28’, 66’ | Marcatori |  |

| Arbitro: | Héliès |

|                    |           |            |
| Skoblar 43’ (rig.) | Marcatori | 87’ Loubet |

| Arbitro: | Mouton |

|                                                  |           |              |
| Eriksson 30’ (rig.), 45’ v. Dijk 57’ Revelli 59’ | Marcatori | 55’ Hardouin |

| Arbitro: | Verbecke |

|                                                     |           |             |
| Maier 13’ Lechantre 35’, 70’ Goraguer 74’ Melić 81’ | Marcatori | 44’ Revelli |

### Coppa di Francia
| Arbitro: | Bancourt |

|                   |           |  |
| Félix 1’ Papi 56’ | Marcatori |  |

## Statistiche
Statistiche aggiornate al 2 giugno 1973.

### Statistiche di squadra
| Competizione     | Punti | In casa | In casa | In casa | In casa | In casa | In casa | In trasferta | In trasferta | In trasferta | In trasferta | In trasferta | In trasferta | Totale | Totale | Totale | Totale | Totale | Totale | DR  |
| Competizione     | Punti | G       | V       | N       | P       | Gf      | Gs      | G            | V            | N            | P            | Gf           | Gs           | G      | V      | N      | P      | Gf     | Gs     | DR  |
| ---------------- | ----- | ------- | ------- | ------- | ------- | ------- | ------- | ------------ | ------------ | ------------ | ------------ | ------------ | ------------ | ------ | ------ | ------ | ------ | ------ | ------ | --- |
| Division 1       | 50    | 19      | 12      | 5       | 2       | 29      | 9       | 19           | 8            | 5            | 6            | 23           | 23           | 38     | 20     | 10     | 8      | 70     | 44     | +26 |
| Coppa di Francia | -     | 0       | 0       | 0       | 0       | 0       | 0       | 1            | 0            | 0            | 1            | 0            | 2            | 1      | 0      | 0      | 1      | 0      | 2      | -2  |
| Totale           | -     | 19      | 12      | 5       | 2       | 29      | 9       | 20           | 8            | 5            | 7            | 23           | 25           | 39     | 20     | 10     | 9      | 70     | 46     | +24 |

### Andamento in campionato
| Giornata  | 1 | 2 | 3 | 4 | 5 | 6 | 7 | 8 | 9 | 10 | 11 | 12 | 13 | 14 | 15 | 16 | 17 | 18 | 19 | 20 | 21 | 22 | 23 | 24 | 25 | 26 | 27 | 28 | 29 | 30 | 31 | 32 | 33 | 34 | 35 | 36 | 37 | 38 |
| --------- | - | - | - | - | - | - | - | - | - | -- | -- | -- | -- | -- | -- | -- | -- | -- | -- | -- | -- | -- | -- | -- | -- | -- | -- | -- | -- | -- | -- | -- | -- | -- | -- | -- | -- | -- |
| Luogo     | C | T | C | T | C | T | C | T | C | C  | T  | C  | T  | C  | T  | C  | C  | T  | C  | T  | C  | T  | C  | T  | T  | C  | T  | T  | C  | T  | C  | T  | C  | T  | C  | T  | C  | T  |
| Risultato | V | V | V | N | V | V | P | V | V | V  | V  | V  | V  | N  | P  | V  | N  | N  | N  | N  | V  | V  | P  | N  | N  | P  | P  | V  | N  | V  | P  | V  | V  | V  | V  | N  | V  | P  |
| Posizione | 2 | 4 | 1 | 1 | 1 | 1 | 2 | 1 | 1 | 1  | 1  | 1  | 1  | 1  | 1  | 1  | 1  | 1  | 1  | 1  | 1  | 1  | 1  | 2  | 2  | 2  | 2  | 3  | 2  | 3  | 3  | 3  | 2  | 3  | 2  | 2  | 2  | 2  |

Fonte:  France » Ligue 1 1972/1973 » Schedule, su worldfootball.net.
Legenda:

Luogo: C = Casa; T = Trasferta. Risultato: V = Vittoria; N = Pareggio; P = Sconfitta.

### Statistiche dei giocatori
| Giocatore       | Division 1 | Division 1 | Division 1  | Division 1 | Coppa di Francia | Coppa di Francia | Coppa di Francia | Coppa di Francia | Totale   | Totale | Totale      | Totale     |
| Giocatore       | Presenze   | Reti       | Ammonizioni | Espulsioni | Presenze         | Reti             | Ammonizioni      | Espulsioni       | Presenze | Reti   | Ammonizioni | Espulsioni |
| --------------- | ---------- | ---------- | ----------- | ---------- | ---------------- | ---------------- | ---------------- | ---------------- | -------- | ------ | ----------- | ---------- |
| J.P. Ascery     | 5          | 0          | 0           | 0          | 0                | 0                | 0                | 0                | 5        | 0      | 0           | 0          |
| D. Baratelli    | 38         | -44        | 0           | 0          | 1                | -2               | 0                | 0                | 39       | -46    | 0           | 0          |
| F. Camerini     | 36         | 0          | 0           | 0          | 1                | 0                | 0                | 0                | 37       | 0      | 0           | 0          |
| B. Castellani   | 9          | 2          | 0           | 0          | 0                | 0                | 0                | 0                | 9        | 2      | 0           | 0          |
| C. Chazottes    | 0          | 0          | 0           | 0          | 0                | 0                | 0                | 0                | 0        | 0      | 0           | 0          |
| A. Chorda       | 37         | 1          | 0           | 0          | 1                | 0                | 0                | 0                | 38       | 1      | 0           | 0          |
| J.F. Douis      | 7          | 2          | 0           | 0          | 0                | 0                | 0                | 0                | 7        | 2      | 0           | 0          |
| L. Eriksson     | 35         | 8          | 0           | 0          | 1                | 0                | 0                | 0                | 36       | 8      | 0           | 0          |
| R. Fioroni      | 0          | 0          | 0           | 0          | 0                | 0                | 0                | 0                | 0        | 0      | 0           | 0          |
| R. Jouve        | 32         | 1          | 0           | 0          | 1                | 0                | 0                | 0                | 33       | 1      | 0           | 0          |
| J.N. Huck       | 37         | 5          | 0           | 0          | 1                | 0                | 0                | 0                | 38       | 5      | 0           | 0          |
| F. Isnard       | 38         | 1          | 0           | 0          | 1                | 0                | 0                | 0                | 39       | 1      | 0           | 0          |
| C. Loubet       | 38         | 7          | 0           | 0          | 1                | 0                | 0                | 0                | 39       | 7      | 0           | 0          |
| D.J. Montagnoli | 2          | 0          | 0           | 0          | 0                | 0                | 0                | 0                | 2        | 0      | 0           | 0          |
| C. Quittet      | 35         | 1          | 0           | 0          | 1                | 0                | 0                | 0                | 36       | 1      | 0           | 0          |
| H. Revelli      | 37         | 22         | 0           | 1          | 1                | 0                | 0                | 0                | 38       | 22     | 0           | 1          |
| D. Sanchez      | 2          | 0          | 0           | 0          | 0                | 0                | 0                | 0                | 2        | 0      | 0           | 0          |
| D. van Dijk     | 27         | 20         | 0           | 0          | 1                | 0                | 0                | 0                | 28       | 20     | 0           | 0          |
| C. Vandini      | 14         | 0          | 0           | 0          | 0                | 0                | 0                | 0                | 14       | 0      | 0           | 0          |